# Krištandol
Krištandol je naselje v Občini Hrastnik.